# Gokaidō

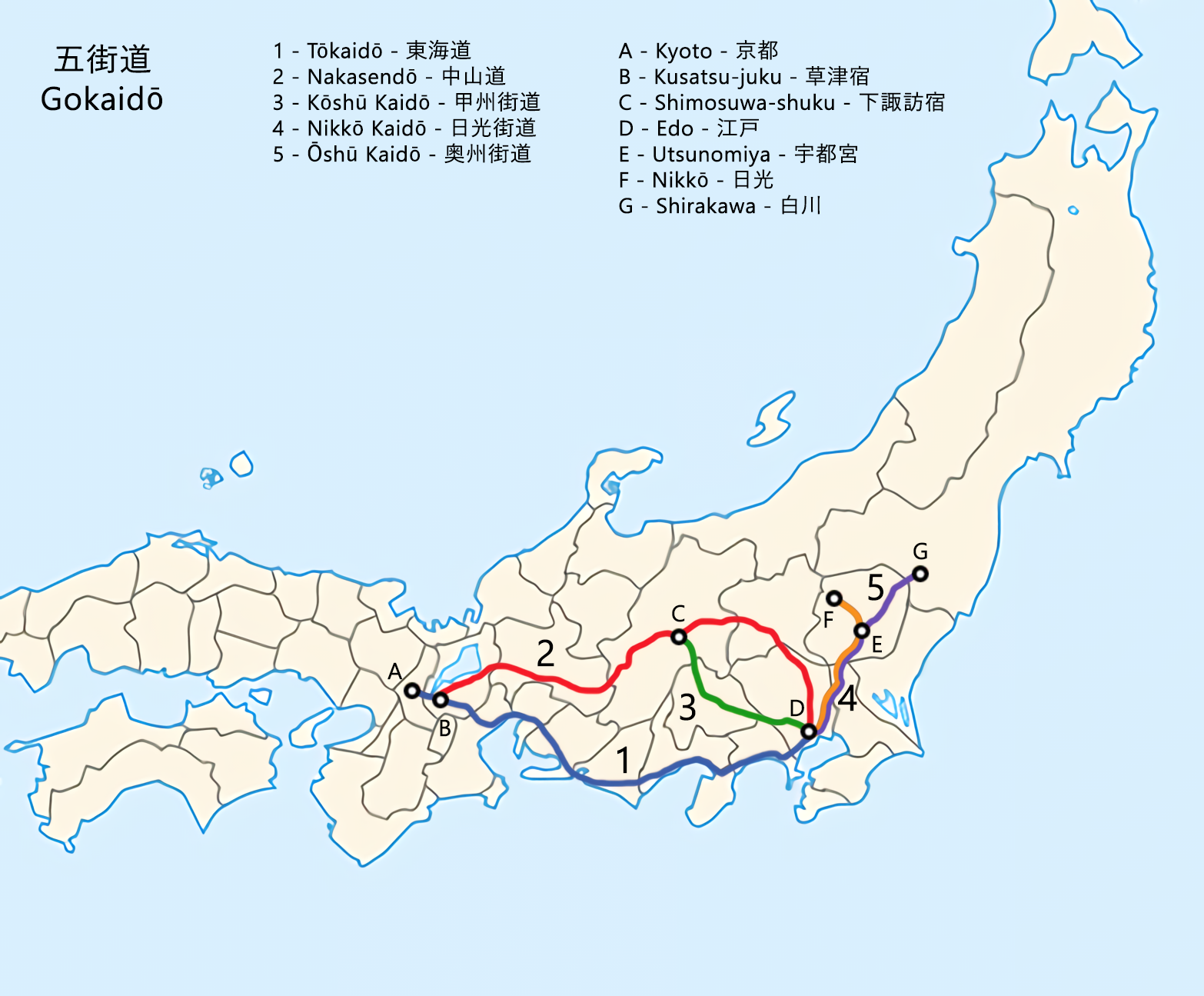
karta över Gokaido

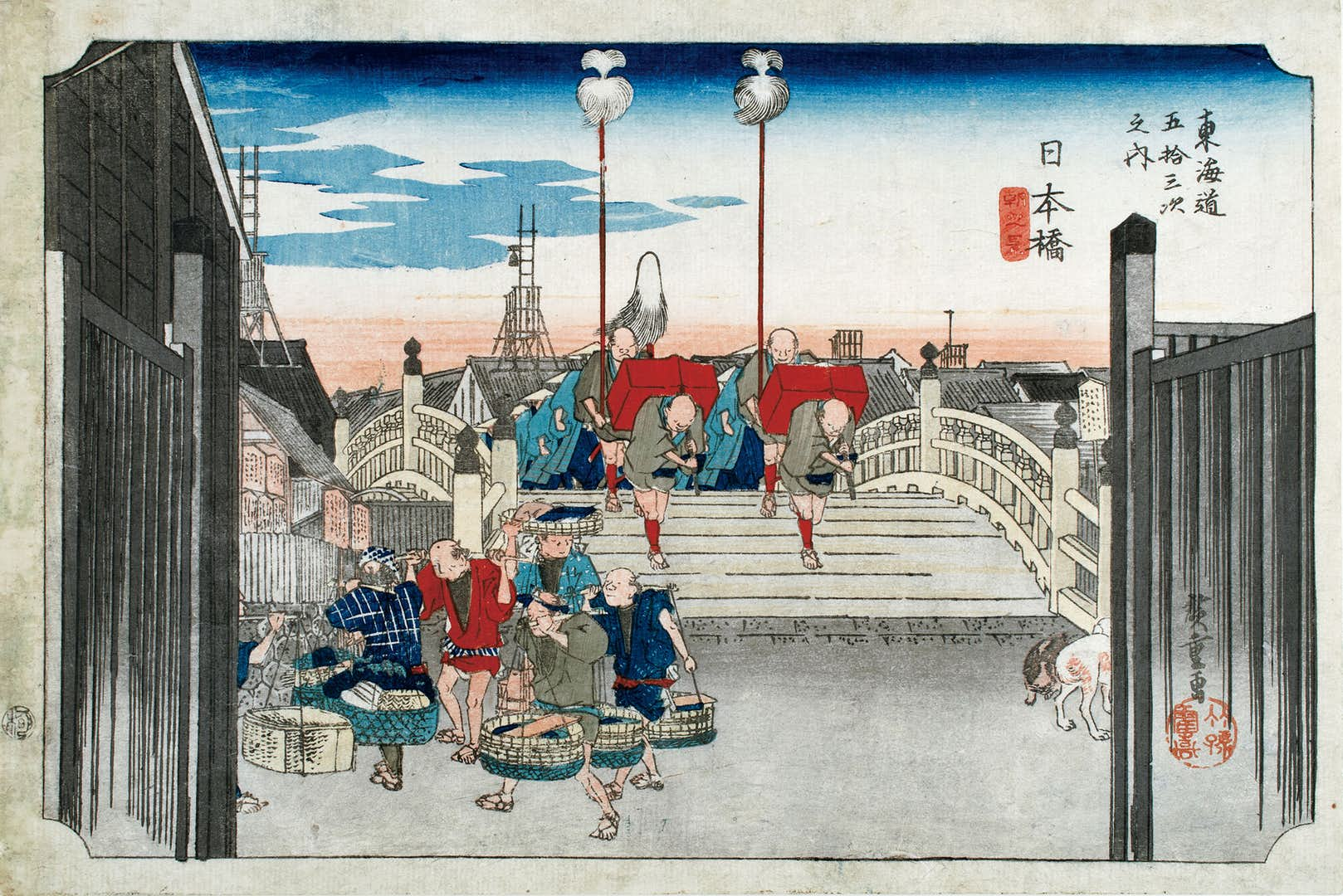
Nihonbashi, första stationen från Edo

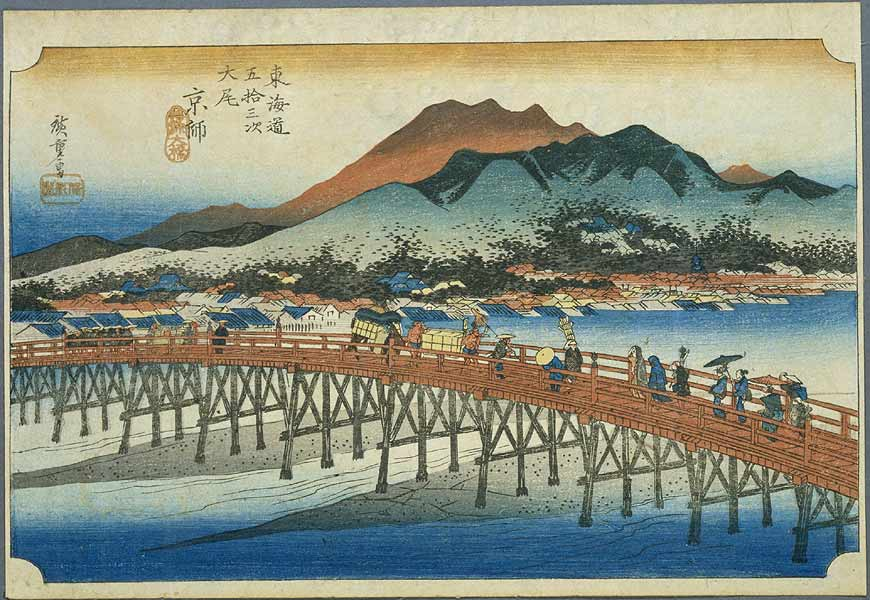
Sanjō Ōhashi, första stationen från Kyoto

Gokaidō (japanska  (五街道?) Gokaidō, "De fem vägarna") var de fem stora färdlederna (japanska 街道 kaidō "väg") i Japan under Edoperioden.

## Färdlederna
Alla vägar började på Nihonbashi (Japanbron) i Chūō i shogunatets huvudstad Edo.  Därifrån sträckte de sig genom olika regioner och län. Alla slutade sedan på Sanjō Ōhashi (Tredje bron) i Higashiyama kejsarens huvudstad Kyoto. Även de norra lederna kunde nå Kyoto då de anslutade till Tōkaidō i Edo.
Längs färdlederna fanns så kallade shukuba (rastplatser) och kring dessa växte med tiden fram honjin (övernattningsbostäder för adelsmän och ämbetsmän) och hatago (härbärgen för vanliga resenärer) och stationerna växte sakteligen till byar. Efterleden -shuku eller -juku i många japanska ortnamn erinrar ofta om ett rastställe längs en färdled.

### Ōshū Kaidō
Ōshū Kaidōn (奥州街道, Ōshūleden) sträckte sig mot Shirakawa i Mutzuprovinsen på Honshu-öns norra del. Den var cirka 250 kilometer lång och hade 27 shukuba längs sin sträcka. Ōshū Kaidōn anslutade sig till Tōkaidō i Edo.

### Nikkō Kaidō
Nikkō Kaidōn (日光街道, Nikkōleden) sträckte sig mot Nikkō i Tochigi prefekturen på Honshu-öns mellersta del. Den var cirka 60 kilometer lång och hade 21 shukuba längs sin sträcka. Nikkō Kaidōn anslutade sig till Ōshū Kaidō i Utsunomiya och till Tōkaidō i Edo.

### Kōshū Kaidō
Kōshū Kaidōn (甲州街道, Kōshūleden) sträckte sig mot Kōfu i Chuburegionen i inlandet av centrala Honshu. Den var cirka 200 kilometer lång och hade 44 shukuba längs sin sträcka. Kōshū Kaidōn anslutade sig till Nakasendō i Shimosuwa i Nagano prefekturen.

### Nakasendō
Nakasendōn (中山道, Centrala bergsvägen) sträckte sig genom bergsområden i centrala Honshu. Den var cirka 533 kilometer lång och hade 69 shukuba längs sin sträcka.

### Tōkaidō
Tōkaidōn (東海道, Östra kustvägen) sträckte sig längs Honshu-öns södra kust. Den var cirka 492 kilometer lång och hade 53 shukuba längs sin sträcka.

## Historia
Byggandet av färdlederna påbörjades 1603 under shogunen Tokugawa Ieyasu, den förste shogunen av Tokugawaklanen, och upphöjdes till riksvägar av hans ättling Tokugawa Ietsuna. Vägarna ökade snart i betydelse då den nya lagstiftningen (Sankin kōtai, "regelbunden närvaro") bland annat tvingade länsherrarna (daimyōerna) till regelbundna besök i Edo. Tōkaidō blev den mest använda vägen.
Shukuban Hakone-juku i Hakone hade särskild betydelse då den även var gränsstationen Hakone Seki-sho mellan regionerna Kanto och Kansai.
Japans moderna vågnät och tåglinjer följer i stort de historiska färdlederna än idag.